# Araçatuba (tiểu vùng)
Araçatuba là một tiểu vùng thuộc bang São Paulo, Brasil. Tiều vùng này có diện tích 5366 km², dân số năm 2007 là 233438 người.